# Dune (álbum de L'Arc-en-Ciel)
Dune é o álbum de estreia da banda de rock japonesa L'Arc-en-Ciel. Ele foi lançado pela gravadora independente Danger Crue, primeiro em uma edição limitada a 10,000 cópias em 10 de abril de 1993 seguido pela edição regular em 27 de abril, que contém uma décima faixa adicional. A edição regular chegou a primeira posição da parada indie da Oricon em 10 de maio.
Uma edição de décimo aniversário de Dune foi lançada em 21 de abril de 2004. Ela foi remasterizada e contém três faixas bônus.

## Vista geral
Uma gravação de "Floods of Tears" foi previamente lançada como single em 25 de novembro de 1992. A versão da música incluída no álbum é diferente e não conta com pero, o baterista original. A banda contribuiu com "Voice", com pero na bateria, para Gimmick, um álbum de vários artistas.
"Shutting from the Sky" foi originalmente chamada "Claustro Phobia". Apesar de a versão do álbum ser creditada a banda, o ex-guitarrista hiro compôs originalmente a faixa. "Dune" foi originalmente chamada "Call for Me", e mais tarde foi regravada pelo Punk~en~Ciel para o single "Drink It Down". "Tsuioku no Joukei" foi anteriormente chamada "Call to Mind" e originalmente composta por hiro, apesar de a versão do álbum ser creditada a banda.
Para promover o álbum, videoclipes de "Dune" e "As if in a Dream" foram criados. Apesar de uma performance ao vivo de "Claustro Phobia" ter sido distribuída em VHS em 1992.

## Lista de faixas
Todas as letras escritas por hyde.
| Edição padrão  |                                       |                |         |  |
| N.º            | Título                                | Música         | Duração |  |
| 1.             | "Shutting from the Sky"               | ken            | 5:34    |  |
| 2.             | "Voice"                               | L'Arc~en~Ciel  | 4:53    |  |
| 3.             | "Taste of Love"                       | ken            | 5:00    |  |
| 4.             | "Entichers"                           | hyde           | 4:19    |  |
| 5.             | "Floods of Tears"                     | tetsu          | 6:12    |  |
| 6.             | "Dune"                                | tetsu          | 5:06    |  |
| 7.             | "Be Destined"                         | ken            | 4:25    |  |
| 8.             | "Tsuioku no Joukei (追憶の情景)"      | L'Arc-en-Ciel  | 6:18    |  |
| 9.             | "As if in a Dream"                    | ken            | 5:32    |  |
| 10.            | "Ushinawareta Nagame" (失われた眺め)" | ken            | 3:38    |  |
| Duração total: | Duração total:                        | Duração total: | 51:25   |  |

| 10th anniversary edition |                                                                |                |         |  |
| N.º                      | Título                                                         | Música         | Duração |  |
| 11.                      | "Floods of Tears (Single Version)" (gravada em março de 1992)" | tetsu          | 5:45    |  |
| 12.                      | "Yasouka (夜想花, gravada em março de 1992)"                   | ken            | 5:32    |  |
| 13.                      | "Yokan (予感, gravada em maio de 1993)"                        | ken            | 5:37    |  |
| Duração total:           | Duração total:                                                 | Duração total: | 67:58   |  |

## Créditos
- hyde – vocal
- ken – guitarra
- tetsu – baixo, backing vocals
- sakura – bateria
- pero – bateria nas faixas 11 e 12
- Kenji Shimizu – teclado nas faixas 11 e 12